# Stade Pierre-de-Coubertin (Cannes)
Stade Pierre-de-Coubertin este un stadion multifuncțional din Cannes, Franța. El este stadionul oficial al lui AS Cannes.